# Johann Wirth
Johann Wirth (ur. 1912, zm. ?) – zbrodniarz nazistowski, członek załogi niemieckiego obozu koncentracyjnego Mauthausen-Gusen i SS-Oberscharführer.
Z zawodu technik budowlany. Członek NSDAP. Członek załogi Gusen I, podobozu Mauthausen, od stycznia 1940 do likwidacji obozu. Kierował więźniarskim komandem budowlanym. Wirth został osądzony w procesie załogi Mauthausen-Gusen (US vs. Karl Horcicka i inni) i skazany na karę 3 lat pozbawienia wolności za znęcanie się nad więźniami.